# 橫濱市電

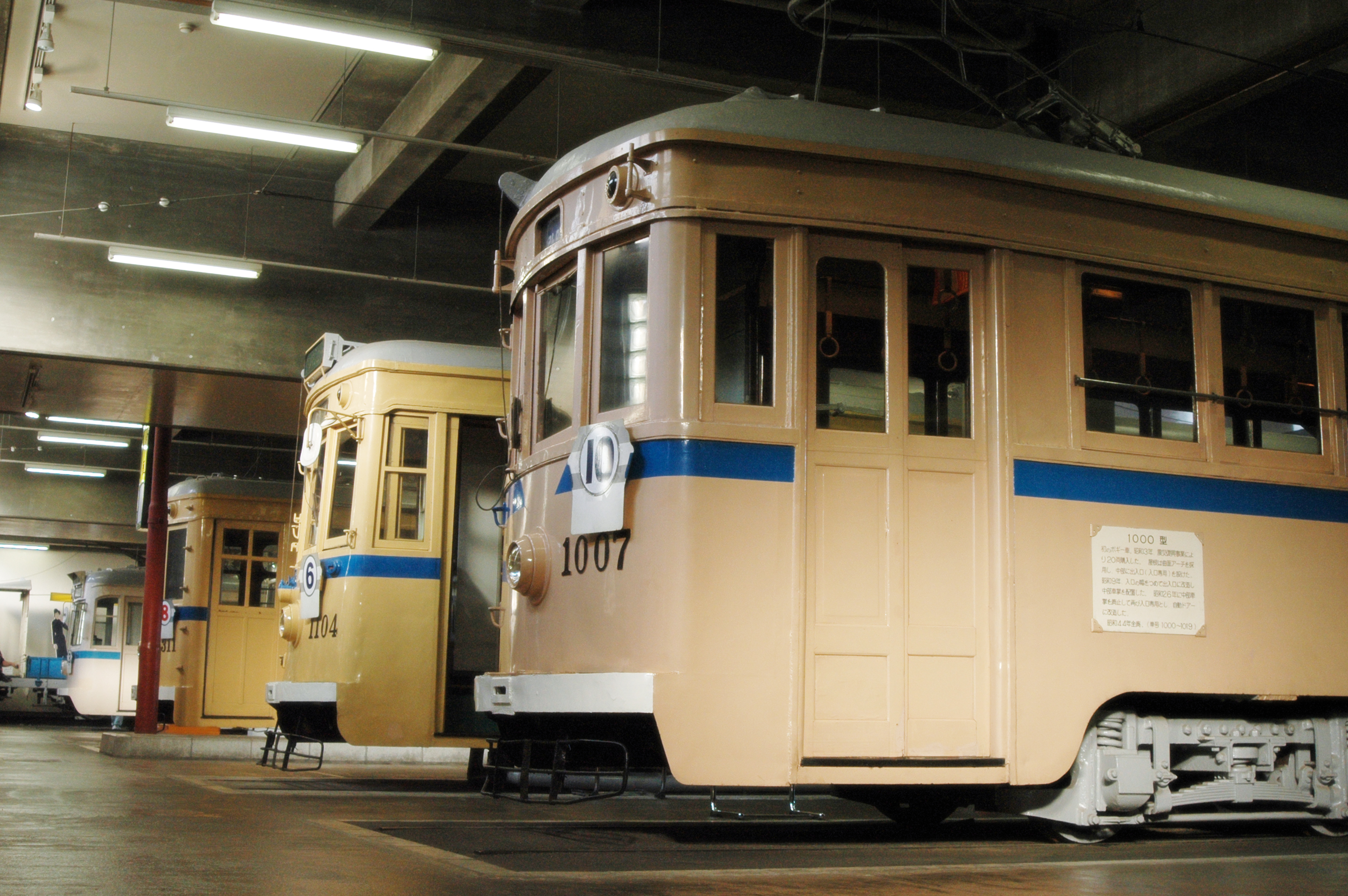
收藏展示在橫濱市電保存館中的橫濱市電車輛。攝於2009年6月。

橫濱市電（日语：／ Yokohama shiden */?）是過去由橫濱市交通局經營的有軌電車交通系統，主要運行在横濱市中心地區。橫濱市電於1904年開始營業，1921年被橫濱市收購，由私營改為公營。在二戰後橫濱市區範圍急速擴大、交通量增加，既有的市電路網不足再加上交通壅塞導致的運輸效能下降，橫濱市電逐漸無法滿足該市的需求。因此在1972年，為了改善交通局的財政惡化問題，橫濱市電全線廢除。